# Athar Ali
Athar Ali (Gujrat, 1961. március 5. –) pakisztáni születésű norvég politikus. 1993 és 1997 között Oslo helyettes képviselője volt a norvég parlamentben, ő volt az első harmadik világbeli bevándorló, aki parlamenti tisztséget kapott, bár Afshan Rafiq volt az első, aki állandó tisztséggel került be.
A bevándorlókat tömörítő szervezet alapítója és vezetője.